# École nationale supérieure de chimie de Paris
Die École nationale supérieure de chimie de Paris (Chimie ParisTech oder ENSCP) ist eine französische Ingenieurschule in Paris, auf dem Campus der Paris Sciences et Lettres - Quartier latin.
Sie ist Mitglied der Conférence des Grandes Écoles und der ParisTech, einer Gruppe allgemeinwissenschaftlich orientierter Elitehochschulen für Ingenieure. Mit einem multi-disziplinären Lehrplan in Chemie bildet sie innerhalb von drei Jahren Ingenieure auf hohem Niveau aus, die danach hauptsächlich in der Wirtschaft arbeiten. Ziel der Ausbildung ist das sogenannte Ingenieursdiplom 'Ingénieur Chimie Paris', das einem Master entspricht.

## Diplome Chimie ParisTech
- Master Ingénieur Chimie ParisTech
- Master of Science
- Graduiertenkolleg: PhD Doctorate

## Forschung und Graduiertenkolleg
- Institut für chemische Forschung in Paris,
- Institut für Forschung und Entwicklung der Photovoltaik,
- Einheit für chemische und biologische Technologien für die Gesundheit (UTCBS).

## Persönlichkeiten

### Professoren
- Alain Fuchs, französischer Chemiker und Wissenschaftsmanager